# We Got Ways
We Got Ways er det danske punkband Young Wasteners' debutalbum, som udkom på Kick'n'punch i 2002. Da det siden blev udsolgt, lavede Hjernespind et genoptryk af pladen i 2007. We Got Ways er kun udgivet på vinyl.

## Numre

### Side 1
1. "Wasteners March"
2. "We Got Ways"
3. "Ecuador"
4. "A-Z-A"
5. "Walking Abortions"

### Side 2
1. "Stained Circle"
2. "Surburban Noize"
3. "Target AIM"
4. "Sirin Symphony"
5. "Teenage/Wasteage"